# Lepidodinium viride
Lepidodinium viride — вид морських протистів родини Gymnodiniaceae відділу динофлагелят (Dinoflagellata).

## Поширення
Вид поширений на заході Тихого океану. Є частиною фітопланктону.